# Gabriele Bensberg

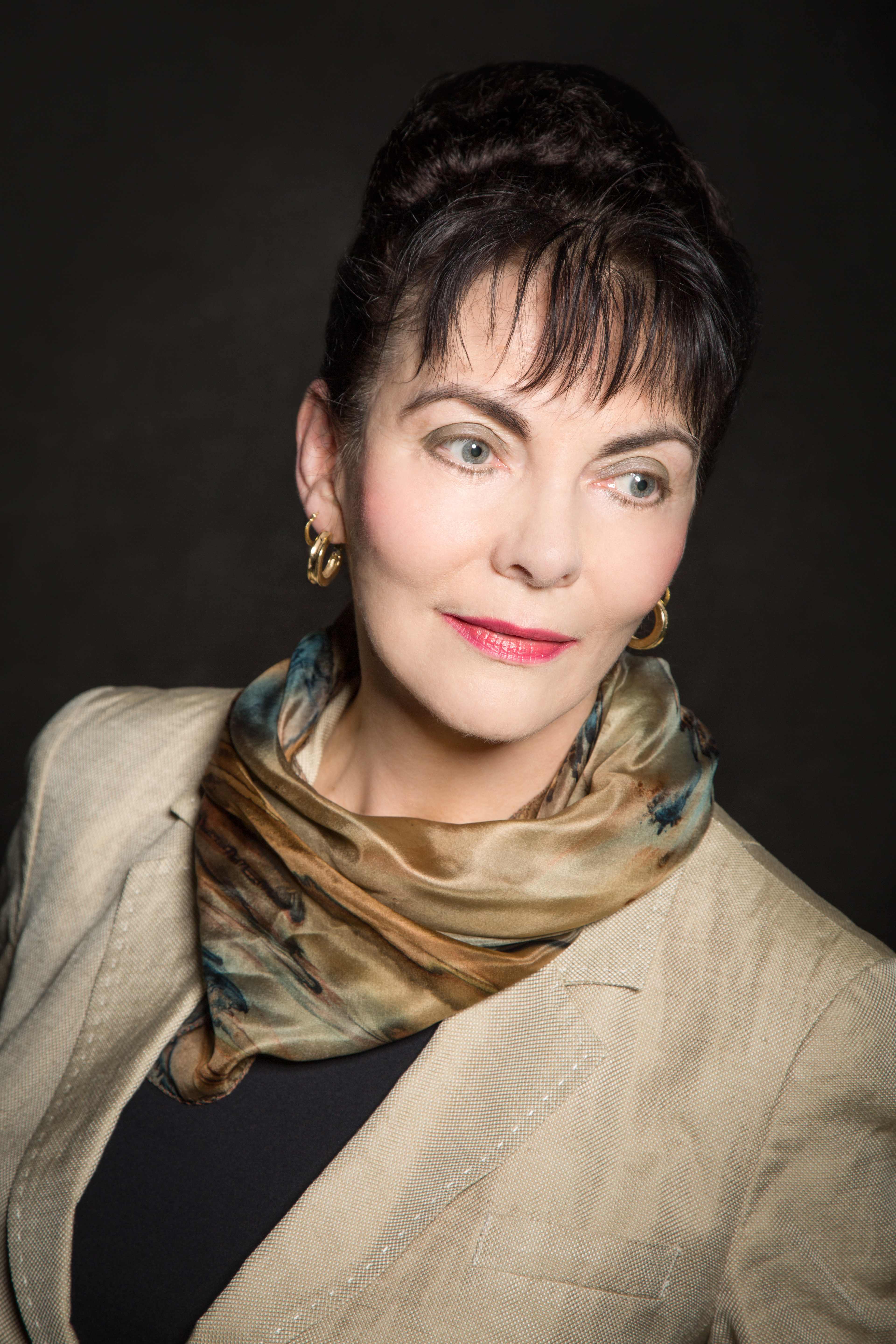
Gabriele Bensberg

Gabriele Bensberg (* 1953 in Siegen) ist eine deutsche Germanistin, Psychologin und Autorin wissenschaftlicher und belletristischer Werke.

## Leben
Bensberg machte 1973 in Stift Keppel ihr Abitur und schloss 1979 ihr Studium der Germanistik und Pädagogik an der Universität Heidelberg mit dem Staatsexamen ab. Sie promovierte 1999 über die Laxdæla saga. Neben einer Tätigkeit als wissenschaftliche Mitarbeiterin am Germanistischen Seminar der Universität Heidelberg studierte sie bis 1988 in einem Zweitstudium Psychologie. Sie arbeitete als Diplompsychologin beim Studierendenwerk Mannheim und leitete die Psychologische Beratungsstelle für Studierende bis 2017. 

## Schriften (Auswahl)
- Gabriele Bensberg, Irene Berkenbusch-Erbe: Erinnerungen helfen leben. Hebe den Schatz deiner Erinnerungen. Stuttgart 2022. ISBN 978-3-95612-036-7.
- Survivalguide Studium. Quickguide zu weniger Stress und guten Noten. Berlin 2022.
- Das Siegerland. Besondere Region – besondere Menschen. Leipzig 2020.
- Schicksalsfrage Identität. Verlag Antaios, 2018, ISBN 978-3944422558.
- Was ist christlich? Sichtweisen in der mittelalterlichen Kreuzzugslyrik und dem Gegenwartsroman „Das Heerlager der Heilgen“ von Jean Raspail. In: Petra Hörner & Irene Berkenbusch (Hrsg.): Zeitenlese. Fschr. für Roswitha Wisniewski zum 90. Geburtstag. Berlin: Weidler, 2016 ISBN 978-3-89693-666-0.
- Unge(be)liebt? Keine Helikoptereltern? Trotzdem: Erfolgreich und glücklich!, Shaker Media, 2016 ISBN 978-3-95631-415-5.
- Dein Weg zum Prüfungserfolg. Angstfrei durchs Studium: Auswahlverfahren, Referate, Prüfungen, Bewerbungen, Berlin : Springer Medizin, 2015 ISBN 978-3-662-43418-5.
- Survivalguide Schreiben: Ein Schreibcoaching fürs Studium; Bachelor-, Master- und andere Abschlussarbeiten; vom Schreibmuffel zum Schreibfan! , Berlin : Springer Medizin, 2013 ISBN 978-3-642-29875-2.
- Survivalguide Bachelor: Leistungsdruck, Prüfungsangst, Stress u. Co? ; erfolgreich mit Lerntechniken, Prüfungstipps ; so überlebst Du das Studium! , Berlin : Springer Medizin, 2010 ISBN 978-3-642-12855-4. 2. Aufl. 2014, ISBN 978-3-642-39026-5.
- Geliebter, wo kann ich dich finden?, Leipzig : Engelsdorfer Verl., 2009 ISBN 978-3-86901-745-7.
- Schwanenhals und Krähenfüße (Hrsg.), Leipzig : Engelsdorfer Verl., 2009 ISBN 978-3-86901-169-1.
- Altern Attraktive anders? : der Einfluss von Geschlecht, Alter, physischer Attraktivität und deren Wichtigkeit auf die Verarbeitung des Alterungsprozesses , Duisburg : WiKu, 2008 ISBN 978-3-86553-295-4.
- Altersgrauen, Horitschon : Ed. Nove, 2006 ISBN 978-3-902528-27-8.
- Eine alte Venus gibt es nicht, München : Literareon, 2005 ISBN 3-8316-1196-3.
- Christlich-mittelalterliches Eheverständnis in der Þórðar saga hreðu? In: Petra Hörner & Roswitha Wisniewski (Hrsg.): Begegnung mit Literaturen. Fschr. für Carola L. Gottzmann zum 65. Geburtstag. Berlin : Weidler, 2008 ISBN 978-3896935168.
- Alma Johanna König und die Psychoanalyse: Die androgynen Frauen in dem Wikingerroman »Die Geschichte von Half dem Weibe« als Repräsentantinnen eines „Männlichkeitskomplexes“? In: Petra Hörner (Hrsg.): Böhmen als ein kulturelles Zentrum deutscher Literatur, Lang: Frankfurt 2004 ISBN 3-631-51967-2.
- Superbia als strukturierendes Prinzip in der Ljósvetninga saga. In: Carola L. Gottzmann & Roswitha Wisniewski (Hrsg.): Ars et scientia. Fschr. für Hans Szklenar zum 70. Geburtstag. Berlin : Weidler, 2002 ISBN 978-3896932075.
- Die Laxdoela saga im Spiegel christlich-mittelalterlicher Tradition, Frankfurt/M., Berlin, Bern, Bruxelles, New York, Oxford, Wien, 2000. ISBN 978-3-631-36009-5 (Dissertation).